# تونینو بناکیستا
تونینو بناکوئیستا (فرانسوی: Tonino Benacquista‎؛ زادهٔ ۱ سپتامبر ۱۹۶۱) فیلم‌نامه‌نویس و نویسنده اهل فرانسه است.